# Yigoga sincera
Yigoga sincera är en fjärilsart som beskrevs av De Freina och Hermann Hacker 1985. Yigoga sincera ingår i släktet Yigoga och familjen nattflyn. Inga underarter finns listade i Catalogue of Life.